# HTTP/3
HTTP/3 serà la tercera versió del Hypertext Transfer Protocol utilitzat per intercanviar informació a la World Wide Web. HTTP/3 es basa en anteriors esborranys (drafts en anglès) RFC "Hypertext Transfer Protocol (HTTP) sobre QUIC". QUIC és un protocol de la capa de transport experimental inicialment desenvolupat per Google el 2014, on es fa servir entre serveis propis. QUIC està basat sobre el protocol UDP i implementa control de congestió i TLS 1.3 per la seguretat. És a dir, que se situa a mig camí entre TCP i UDP.
El 28 d'octubre de 2018, Mark Nottingham, membre de IETF HTTP i dels Working Groups de QUIC, va fer la petició oficial per rebatejar HTTP-sobre-QUIC com a HTTP/3, després d'una discussió interna, per incorporar les funcionalitats que proposava QUIC, ja que aquestes es poden entendre com l'evolució natural, en quant a semàntica, del protocol HTTP.